# Paul Vaussane
Paul Vaussane, nacido en Lyon (Francia) el 15 de marzo de 1966, es un artista franco mexicano.
Realizó estudios de ciencias humanas en Francia hasta 1991, año en que se instaló en la ciudad de México. Hizo su primera exposición individual en la galería El Círculo Azul de México, y posteriormente realizó una decena de exposiciones individuales, la mayoría en México. Sus primeras obras eran composiciones abstractas, en su mayoría variaciones sobre el cuadrado, en homenaje al pintor venezolano Jesús Rafael Soto y al pintor mexicano Vicente Rojo. Actualmente realiza series figurativas, en particular cabezas. Sus obras están presentes en colecciones públicas: la Alianza Francesa y el Fondo de Adquisición de la Lotería Nacional.